# Nuoto ai campionati mondiali di nuoto 2013 - 400 metri stile libero femminili
Le batterie si sono svolte la mattina del 28 luglio 2013, mentre la finale si è svolta la sera dello stesso giorno.

## Medaglie
| Posizione | Atleta               | Paese         |
| --------- | -------------------- | ------------- |
| Oro       | Katie Ledecky        | Stati Uniti   |
| Argento   | Melanie Costa Schmid | Spagna        |
| Bronzo    | Lauren Boyle         | Nuova Zelanda |

## Record
Prima della manifestazione il record del mondo (WR) e il record dei campionati (CR) erano i seguenti.
| Record mondiale       | 3'59"15 | Federica Pellegrini Italia | 26 luglio 2009 Roma, Italia |
| Record dei campionati | 3'59"15 | Federica Pellegrini Italia | 26 luglio 2009 Roma, Italia |

Nel corso della competizione non sono stati migliorati record.

## Risultati

### Batterie
| Pos. | Batteria | Corsia | Atleta               | Nazionalità                   | Tempo   | Note |
| ---- | -------- | ------ | -------------------- | ----------------------------- | ------- | ---- |
| 1    | 3        | 5      | Katie Ledecky        | Stati Uniti                   | 4'03"05 | Q    |
| 2    | 4        | 6      | Melanie Costa        | Spagna                        | 4'04"20 | Q    |
| 3    | 2        | 5      | Jazmin Carlin        | Gran Bretagna                 | 4'04"85 | Q    |
| 4    | 3        | 3      | Lauren Boyle         | Nuova Zelanda                 | 4'04"96 | Q    |
| 5    | 2        | 3      | Kylie Palmer         | Australia                     | 4'05"01 | Q    |
| 6    | 4        | 4      | Camille Muffat       | Francia                       | 4'05"53 | Q    |
| 7    | 2        | 6      | Boglárka Kapás       | Ungheria                      | 4'05"61 | Q    |
| 8    | 3        | 2      | Andreína Pinto       | Venezuela                     | 4'06"02 | Q    |
| 9    | 4        | 3      | Mireia Belmonte      | Spagna                        | 4'06"76 |      |
| 10   | 4        | 2      | Chloe Sutton         | Stati Uniti                   | 4'07"16 |      |
| 11   | 3        | 7      | Martina De Memme     | Italia                        | 4'08"42 |      |
| 12   | 3        | 6      | Shao Yiwen           | Cina                          | 4'09"16 |      |
| 13   | 3        | 4      | Bronte Barratt       | Australia                     | 4'09"65 |      |
| 14   | 2        | 4      | Coralie Balmy        | Francia                       | 4'10"70 |      |
| 15   | 3        | 1      | Chihiro Igarashi     | Giappone                      | 4'12"44 |      |
| 16   | 4        | 1      | Savannah King        | Canada                        | 4'12"47 |      |
| 17   | 4        | 7      | Ellie Faulkner       | Gran Bretagna                 | 4'13"18 |      |
| 18   | 4        | 0      | Susana Escobar       | Messico                       | 4'13"37 |      |
| 19   | 2        | 7      | Diletta Carli        | Italia                        | 4'13"89 |      |
| 20   | 2        | 2      | Zhang Wenqing        | Cina                          | 4'14"66 |      |
| 21   | 3        | 8      | Julia Hassler        | Liechtenstein                 | 4'14"68 |      |
| 22   | 2        | 9      | Lynette Lim          | Singapore                     | 4'14"76 |      |
| 23   | 2        | 1      | Sarah Köhler         | Germania                      | 4'16"13 |      |
| 24   | 4        | 8      | Nina Rangelova       | Bulgaria                      | 4'18"94 |      |
| 25   | 4        | 9      | Kyna Pereira         | Sudafrica                     | 4'19"66 |      |
| 26   | 2        | 8      | Natthanan Junkrajang | Thailandia                    | 4'19"77 |      |
| 27   | 1        | 5      | Katya Bachrouche     | Libano                        | 4'20"46 |      |
| 28   | 2        | 0      | Tjaša Oder           | Slovenia                      | 4'20"82 |      |
| 29   | 3        | 0      | Carolina Queiroz     | Brasile                       | 4'21"40 |      |
| 30   | 3        | 9      | Khoo Cai Lin         | Malaysia                      | 4'23"67 |      |
| 31   | 1        | 3      | Andrea Cedrón        | Perù                          | 4'28"78 |      |
| 32   | 1        | 4      | Raina Ramdhani       | Indonesia                     | 4'29"61 |      |
| 33   | 1        | 6      | Daniela Benavides    | Cuba                          | 4'35"85 |      |
| 34   | 1        | 2      | Alexis Clarke        | Barbados                      | 4'42"82 |      |
| 35   | 1        | 1      | San Khant Khant Su   | Birmania                      | 4'54"89 |      |
| 36   | 1        | 7      | Monica Saili         | Samoa                         | 4'55"49 |      |
| 37   | 1        | 8      | Victoria Chentsova   | Isole Marianne Settentrionali | 4'59"78 |      |
|      | 4        | 5      | Lotte Friis          | Danimarca                     |         | DNS  |

### Finale
| Pos. | Corsia | Atleta         | Nazionalità   | Tempo   | Note                |
| ---- | ------ | -------------- | ------------- | ------- | ------------------- |
|      | 4      | Katie Ledecky  | Stati Uniti   | 3'59"82 | Record panamericano |
|      | 5      | Melanie Costa  | Spagna        | 4'02"47 |                     |
|      | 6      | Lauren Boyle   | Nuova Zelanda | 4'03"89 |                     |
| 4    | 3      | Jazmin Carlin  | Gran Bretagna | 4'04"03 |                     |
| 5    | 1      | Boglárka Kapás | Ungheria      | 4'05"90 |                     |
| 6    | 8      | Andreína Pinto | Venezuela     | 4'07"14 |                     |
| 7    | 7      | Camille Muffat | Francia       | 4'07"67 |                     |
| 8    | 2      | Kylie Palmer   | Australia     | 4'08"13 |                     |